# Чень Чун
Чень Чун (кит.: 陳冲; піньїнь: Chén Chōng), також відомий як Шон Чень (англ. Sean Chen; нар. 3 жовтня 1949) — китайський політик, голова Виконавчого Юаня Республіки Китай у 2012—2013 роках. Також обіймав пост віце-прем'єра у 2010—2012 роках і міністра з питань захисту прав споживачів у 2010—2011 роках.